# Gudaf Tsegay
Gudaf Tsegay (Tigré, 1997. június 23. –) etióp világbajnok, olimpiai bronzérmes közép- és hosszútávfutó. 2021-től a fedett pályás 1500 méteres síkfutás, 2023-tól pedig az 5000 méteres síkfutás világcsúcstartója.

## Pályafutása
Gudaf Tsegay első nemzetközi tapasztalatát világversenyen a 2014-es sopoti fedett pályás világbajnokságon szerezte , ahol 4:11,83 perccel a negyedik helyen végzett az 1500 méteres szám selejtezőcsoportjában és nem jutott döntőbe. Két évvel később a portlandi fedett pályás világbajnokságon 4:05,71-el bronzérmes lett.
A 800 méteres távon kvalifikálta magát a 2016-os rioi olimpiára, ahol 2:00,13-as időt ért el az előfutamban és döntőbe nem jutott.
A 2017-es londoni világbajnokságon 1500 méteren elődöntőbe jutott. Ott azonban a második kör elején elesett, visszakapaszkodni már nem tudott, 18 másodperccel a győztes után ért célba, összesítésben a 24. helyen végzett. A következő világbajnokságon Dohában ugyanebben a számban 3:54,38-as egyéni csúccsal bronzérmes lett.
2021. február 9-én egy Franciaországban rendezett fedett pályás versenyen megdöntötte a 2014 óta fennálló fedett pályás világcsúcsot 3:53,09 perces idővel. A tokiói olimpián csak az 5000 méteres távon indult, és 14:38,87-es idővel bronzérmes lett.
2022 februárjában minden idők második leggyorsabb idejét futotta fedett pályán 3:54,77 perccel 1500 méteren, ezen a távon 2019 óta nem tudták megelőzni sem fedett pályán, sem szabadtéren, így a belgrádi fedett pályás világbajnokság legfőbb esélyesének számított. Jó formája ki is tartott és megszerezte élete első világbajnoki címét. 3:57,19-es idővel, új fedett pályás világbajnoki csúccsal, a második helyezettet több, mint 5 másodperccel megelőzve tudott győzni. Ez év nyarán a szabadtéri világbajnokságon Eugene-ben 1500 méteren ezüstérmes lett, az 5000 méteres versenyt pedig 14:46,29-es idővel megnyerte, így megszerezte első szabadtéri világbajnoki címét is.
A 2023-as idényt erősen kezdte, Toruńban az egy mérföldes versenyen elért 4:16,16-os ideje a valaha futott második legjobb időeredmény. Alig két héttel később Birminghamben 3000 méteren futott 8:16,69-es ideje mindössze 0,09 másodperccel maradt el Genzebe Dibaba 2014 óta fennálló fedett pályás világcsúcsától.
Az augusztusi budapesti világbajnokságon indult életében harmadszor 10 000 méteres távon. A lassabb tempójú verseny Tsegaynak kedvezett, mert így a rövidebb távokon megszerzett sebessége a hajrában jobban érvényesülni tudott. Sifan Hassannal együtt elszakadva a többiektől fordultak rá az utolsó 100 méterre, és Tsegay előzésbe kezdett. Fej fej mellett haladva 20 méterrel a cél előtt Hassan elesett, így Tsegay nyerte a számot. Így összesen három világbajnoki címet szerzett már, három különböző számban.
A 2024-es fedett pályás atlétikai világbajnokságon ezüstérmes lett a 3000 méteres távon. A szabadtéri szezon elején világbajnoki címvédőként kísérletet tett a 10 000 méteres futás világcsúcsának megdöntésére az Eugene-ben rendezett Diamond League versenyen. A kenyai Beatrice Chebettel együtt futott az élen a táv nagy részében. Három körrel a vége előtt Chebet azonban el tudott szakadni Tsegaytól és végül ő döntötte meg a világcsúcsot. Az augusztusi párizsi olimpián három számban indult. 5000 méteren a döntőben összeért Faith Kipyegonnal, ez kizökkentette ritmusából és végül a kilencedik helyen futott célba. 10 000 méteren hatodik helyen végzett, az 1500-as távon pedig az utolsó körig vezette a versenyt, aztán lelassult és végül csak a tizenkettedik helyen ért be.
A 2025-ben Nankingban rendezett fedett pályás világbajnokságon három év után először tudott győzni 1500 méteren.

## Egyéni legjobbjai
Szabadtér
| Táv       | Eredmény    | Helyszín                          | Időpont              |
| --------- | ----------- | --------------------------------- | -------------------- |
| 800 m     | 1:59,52     | Párizs, Franciaország             | 2019. augusztus 24.  |
| 1500 m    | 3:54,01     | Chorzów, Lengyelország            | 2021. június 20.     |
| 1 mérföld | 4:16,14     | London, Egyesült Királyság        | 2018. július 22.     |
| 3000 m    | 8:25,23     | Doha, Katar                       | 2020. szeptember 25. |
| 5000 m    | 14:00,21 WR | Eugene, Amerikai Egyesült Államok | 2023. szeptember 17. |
| 10 000 m  | 29:29,73    | Nerja, Spanyolország              | 2023. június 23.     |

Fedett pálya
| Táv    | Eredmény   | Helyszín                       | Időpont           |
| ------ | ---------- | ------------------------------ | ----------------- |
| 800 m  | 1:57,52    | Val-de-Reuil, Franciaország    | 2021. február 14. |
| 1500 m | 3:53,09 WR | Liévin, Franciaország          | 2021. február 9.  |
| 3000 m | 8:16,69    | Birmingham, Egyesült Királyság | 2023. február 25. |